# Barbary Sheep
Barbary Sheep is een Amerikaanse dramafilm uit 1917 onder regie van Maurice Tourneur. Het scenario is gebaseerd op de gelijknamige roman uit 1907 van de Britse auteur Robert Smythe Hichens. Destijds werd de film in Nederland uitgebracht onder de titel Als vrouwen slechts wisten. De film is wellicht zoekgeraakt.

## Verhaal
Het adellijke, Britse echtpaar Wyverne reist naar Barbarije. Terwijl haar man Claude jacht maakt op manenschapen, raakt Katherine Wyverne in de ban van het stamhoofd Benchalaal. Hij maakt plannen om Katherine te schaken. Als Claude over het twijfelachtige verleden van het stamhoofd hoort, begint hij zich zorgen te maken over de veiligheid van zijn vrouw. Hij staat op het punt om hem te doden, wanneer Benchalaal wordt neergestoken door een oude maraboet wiens verloofde hij jaren tevoren had vermoord. Dat voorval doet de hartstocht van weleer oplaaien. 

## Rolverdeling
| Acteur           | Personage         |
| ---------------- | ----------------- |
| Elsie Ferguson   | Katherine Wyverne |
| Lumsden Hare     | Claude Wyverne    |
| Pedro de Cordoba | Benchaalal        |
| Macey Harlam     | Archmed           |
| Alex Shannon     | Oude maraboet     |
| Maude George     | Herbergierster    |